# کییوف (ناحیه هاولیتشکوف برود)
کییوف (به چکی: Kyjov) یک منطقهٔ مسکونی در جمهوری چک است که در ناحیه هاولیتشکوف برود واقع شده‌است. کییوف ۳٫۹۵ کیلومتر مربع مساحت و ۱۳۰ نفر جمعیت دارد و ۴۶۸ متر بالاتر از سطح دریا واقع شده‌است.